# People's Choice Awards 2003
La 29ª edizione dei People's Choice Awards, presentata da Tony Danza, si è svolta allo Shrine Auditorium (Los Angeles)  il 12 gennaio 2003 ed è stata trasmessa dalla CBS.
In seguito sono elencate le categorie. Il relativo vincitore è stato indicato in grassetto.

## Cinema

### Film preferito
- Il Signore degli Anelli - La Compagnia dell'Anello (The Lord of the Rings: The Fellowship of the Ring), regia di Peter Jackson (ex aequo)
- Spider-Man, regia di Sam Raimi (ex aequo)

### Film drammatico preferito
- Il Signore degli Anelli - La Compagnia dell'Anello (The Lord of the Rings: The Fellowship of the Ring), regia di Peter Jackson

### Film commedia preferito
- Il mio grosso grasso matrimonio greco (My Big Fat Greek Wedding), regia di Joel Zwick
- La bottega del barbiere (Barbershop), regia di Tim Story
- Mr. Deeds, regia di Steven Brill

### Attore cinematografico preferito
- Mel Gibson – Signs
- Tom Hanks – Prova a prendermi (Catch Me If You Can)
- Denzel Washington – John Q

### Attrice cinematografica preferita
- Julia Roberts – Ocean's Eleven - Fate il vostro gioco (Ocean's Eleven)
- Halle Berry – La morte può attendere (Die Another Day)
- Sandra Bullock – I sublimi segreti delle Ya-Ya sisters (Divine Secrets of the Ya-Ya Sisterhood)

## Televisione

### Serie televisiva drammatica preferita
- CSI - Scena del crimine (CSI: Crime Scene Investigation)

### Serie televisiva commedia preferita
- Friends
- Tutti amano Raymond (Everybody Loves Raymond)
- Will & Grace

### Nuova serie televisiva drammatica preferita
- CSI: Miami

### Nuova serie televisiva commedia preferita
- 8 semplici regole (8 Simple Rules)

### Soap opera preferita
- Il tempo della nostra vita (Days of Our Lives)
- Febbre d'amore (The Young and the Restless)
- La valle dei pini (All My Children)

### Reality/competition show preferito
- Survivor
- Fear Factor

### Attore televisivo preferito
- Ray Romano – Tutti amano Raymond (Everybody Loves Raymond)
- Matt LeBlanc – Friends
- Bernie Mac – The Bernie Mac Show

### Attrice televisiva preferita
- Jennifer Aniston – Friends
- Patricia Heaton – Tutti amano Raymond (Everybody Loves Raymond)
- Debra Messing – Will & Grace

## Musica

### Artista maschile preferito
- Eminem

### Artista femminile preferita
- Faith Hill
- Céline Dion
- Jennifer Lopez

### Gruppo musicale preferito
- Creed (ex aequo)
- Dixie Chicks (ex aequo)
- NSYNC